# Dong Fang Hong 2
Dong Fang Hong 2 o DFH-2 (en chino tradicional, 東方紅一號; en chino simplificado, 东方红一号; pinyin, Dōngfānghóng Yīhào) fue un modelo de satélite de comunicaciones militar chino. Eran lanzados a órbita geoestacionaria mediante cohetes Larga Marcha 3 desde el Centro de Lanzamiento de Satélites de Xichang.

## Características
Los satélites DFH-2 se estabilizaban mediante giro, tenían forma cilíndrica y llevaban una antena desplegable. Tenían un diámetro de 2,1 m y una altura de 3,1 m. La carga habitual consistía en dos transpondedores en banda C funcionando a 6 o 4 GHz y con una potencia de emisión de 10 vatios. La potencia total disponible para los sistemas del satélite, alimentado por células solares, era de 300 vatios.
Los DFH-2 estaban diseñados para una vida útil de cuatro años y tenían una masa de unos 441 kg. En total se lanzaron o intentaron lanzar siete satélites del modelo DFH-2, tres experimentales (de los cuales falló uno) y cuatro operativos (de los cuales el último no llegó a órbita).

## Satélites

### STTW-T1
STTW-T1 fue el primer intento (el 29 de enero de 1984) de lanzar un prototipo de satélite modelo DFH-2. Falló en alcanzar la órbita geoestacionaria por un problema en la tercera etapa del cohete lanzador.

### STTW-T2
Fue el primer prototipo de DFH-2 lanzado con éxito, el 8 de abril de 1984 mediante un cohete Larga Marcha 3 a un punto de la órbita geoestacionaria situado a 125 grados este. Fue utilizado para realizar emisiones experimentales de televisión, telefonía y datos con buenos resultados. Permaneció funcionando durante cuatro años, superando su esperanza de vida (de tres años).

### STTW 1
También denominado STW-2, fue el segundo DFH-2 experimental en alcanzar órbita, a una longitud de 103 grados este. Fue lanzado el 1 de febrero de 1986. A diferencia de los dos ejemplares anteriores llevaba un reflector parabólico en lugar de una antena de cuerno.

### DFH-2A-1
Más tarde denominado ChinaSat-1, fue el primer DFH-2 completamente operativo, siendo situado a 87 grados este. Fue lanzado el 7 de marzo de 1988 y permaneció funcionando hasta finales de 1994.

### DFH-2A-2
Denominado más tarde ChinaSat-2, fue lanzado el 22 de diciembre de 1988 y permaneció funcionando hasta finales de 1994. Inicialmente estaba situado a 110,5 grados de longitud este.

### DFH-2A-3
Rebautizado posteriormente ChinaSat-3, fue lanzado el 4 de febrero de 1990 y también permaneció funcionando hasta finales de 1994. Inicialmente estaba situado a 98 grados de longitud este.

### DFH-2A-4
Nunca llegó a órbita geoestacionaria por un fallo en la tercera etapa del cohete, a los 135 segundos del lanzamiento, quedando situado en una órbita de aparcamiento.